# 希默萊克山
47°32′N 10°07′E / 47.533°N 10.117°E
希默萊克山（德語：Himmeleck），是德國的山峰，位於該國南部，由巴伐利亞負責管轄，屬於阿爾高阿爾卑斯山脈的一部分，該山峰海拔高度2,145米。